# パン・デ・ロー
パン・デ・ロー（ポルトガル語: Pão-de-ló、pães de ló）は、ポルトガルの伝統的な菓子の一つである。

## 概要

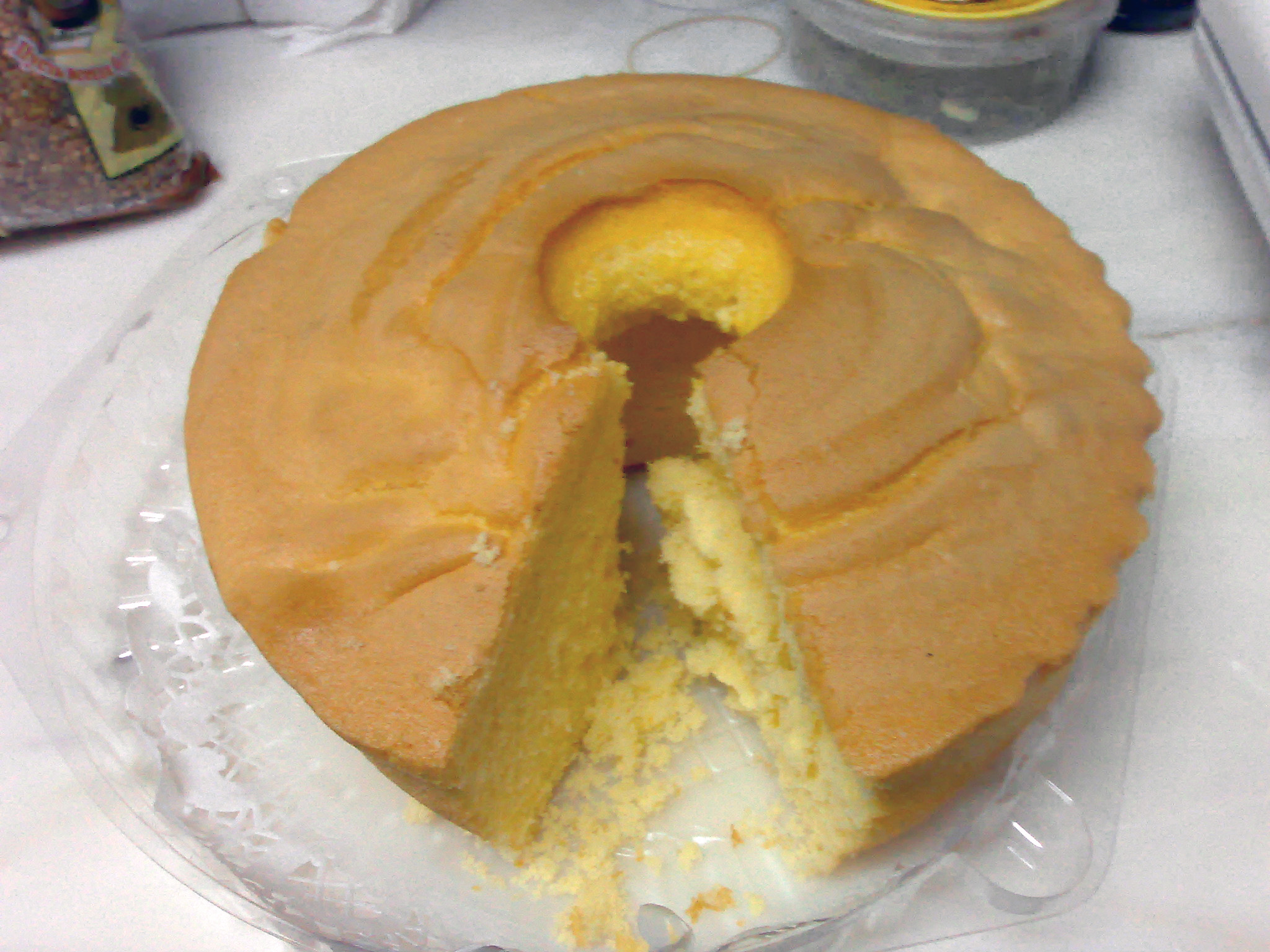
パォン・デ・ロー

ポルトガルの修道院生まれの菓子で、教会へのお供え物と作られ、キリスト教行事に振る舞われる。現在も復活祭のときには必ず食べられる伝統菓子であり、特に北部では久々の家族親戚の集まりや結婚式、洗礼式には必ず登場する。毎年5月になるとパォン・デ・ロー祭りも開催されている。
現在作られているものの製法は16世紀にすでに存在し、日本のカステラのルーツであるという説がある。
ポルトガルではパォン・デ・ローと呼ばれる。パォン・デ・ローの「パォン」はパンを意味し、「ロー」はポルトガル語にはなくシルクロードでつたえられた絹の「絽」とも考えれ、語源については諸説ある。
パォン・デ・ローはポルトガル全国で作られるが、特に北部でよく食される。また地方によってパォン・デ・ローは様々な形、配合があり、共通する定義としては、素材が卵、砂糖、小麦粉を使い、油脂は全く入らない。今でも木製の泡だて器で卵と砂糖を泡立ててパォン・デ・ローを作っている人たちも存在する。
- 北部ミーニョ地方のパォン・デ・ローでは、素焼きの型に紙を敷き、生地を入れ、さらに素焼きの型で蓋をして完全に火を通す。そして食べるときはナイフで切り分けるのではなく手でちぎって食べるのが流儀である。ポートワインと共にもてなされることが多い。
- ベイラリトラル地方のオヴァールでは、素焼きの型に紙を敷き、生地を入れて不完全な半熟状に焼き上げる。これをポルトガル人はクリーム入りのパォン・デ・ローとよぶ。
- リバテージョ地方およびエストレマドゥーラ地方のアルフェイゼラオンでは、バターを塗って粉をはたいた銅鍋に生地を入れて不完全な半熟状に焼き上げる。これはベイラリトラル地方のパォン・デ・ローが進化したものと考えられている。

そのほかのベイラアルタ地方のレゼンデではカヴァカ・デ・レゼンデ (Cavaca de Rezende) と呼ばれる長方形にカットし、蜜をかけたパォン・デ・ローもあり、ミーニョ地方の中でもアティ村では素焼きの型に紙を敷き生地を入れて素焼きの型で蓋をして不完全に焼き上げるパォン・デ・ローもある。